# Bound for Glory (2010)
Bound for Glory (2010) foi um evento de wrestling profissional em formato de pay-per-view promovido pela Total Nonstop Action Wrestling (TNA), ocorreu no dia 10 de outubro de 2010 no Ocean Center em Daytona Beach, Florida. Esta foi a sexta edição da cronologia do Bound for Glory.

## Resultados
| #                              | Lutas | Estipulação                                                                      | Tempo |
| ------------------------------ | --- | -------------------------------------------------------------------------------- | ----- |
| 1                              | The Motor City Machine Guns (Alex Shelley & Chris Sabin) (c) derrotaram Generation Me (Max & Jeremy)                                                                            | Tag Team match pelo TNA World Tag Team Championship                              | 12:54 |
| 2                              | Tara derrotou Angelina Love (c), Velvet Sky, Madison Rayne (com Mickie James como árbitra especial)                                                                             | Four Corners match pelo TNA Knockouts Championship                               | 05:58 |
| 3                              | Ink Inc. (Jesse Neal e Shannon Moore) derrotaram Eric Young e Orlando Jordan | Tag Team match                                                                   | 06:38 |
| 4                              | Jay Lethal (c) derrotou Douglas Williams | Singles match pelo TNA X Division Championship                                   | 08:16 |
| 5                              | Rob Van Dam derrotou Abyss | Monster's Ball match                                                             | 12:58 |
| 6                              | Sting, Kevin Nash e D'Angelo Dinero derrotaram Samoa Joe e Jeff Jarrett | 3-on-2 Handicap match                                                            | 07:45 |
| 7                              | EV 2.0 (Tommy Dreamer, Rhino, Stevie Richards, Raven e Sabu) (com Mick Foley) derrotou Fortune (A.J. Styles, Matt Morgan, James Storm, Kazarian e Robert Roode) (com Ric Flair) | Lethal Lockdown match                                                            | 23:28 |
| 8                              | Jeff Hardy derrotou Kurt Angle e Mr. Anderson | Three-Way No Disqualification match pelo vago TNA World Heavyweight Championship | 18:37 |
| (c) - Campeão(s) antes da luta | |                                                                                  |       |